# Tarcento
Tarcento is een gemeente in de Italiaanse provincie Udine (regio Friuli-Venezia Giulia) en telt 8933 inwoners (31-12-2004). De oppervlakte bedraagt 35,1 km², de bevolkingsdichtheid is 249 inwoners per km².
De volgende frazioni maken deel uit van de gemeente: Bulfons, Ciseriis, Coia, Collalto, Collerumiz, Loneriacco, Molinis, Sammardenchia, Sedilis, Segnacco, Stella, Zomeais.

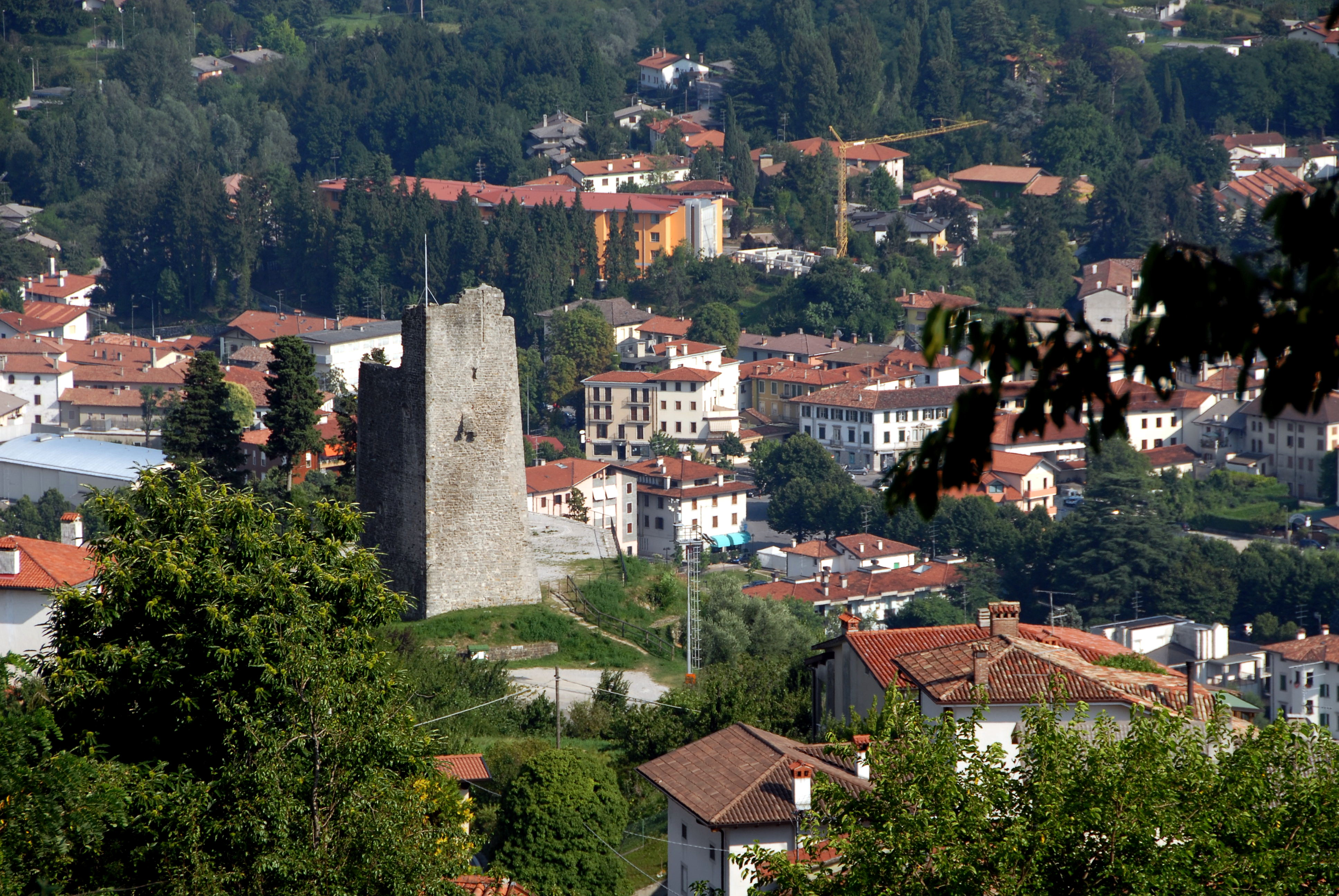
Tarcento
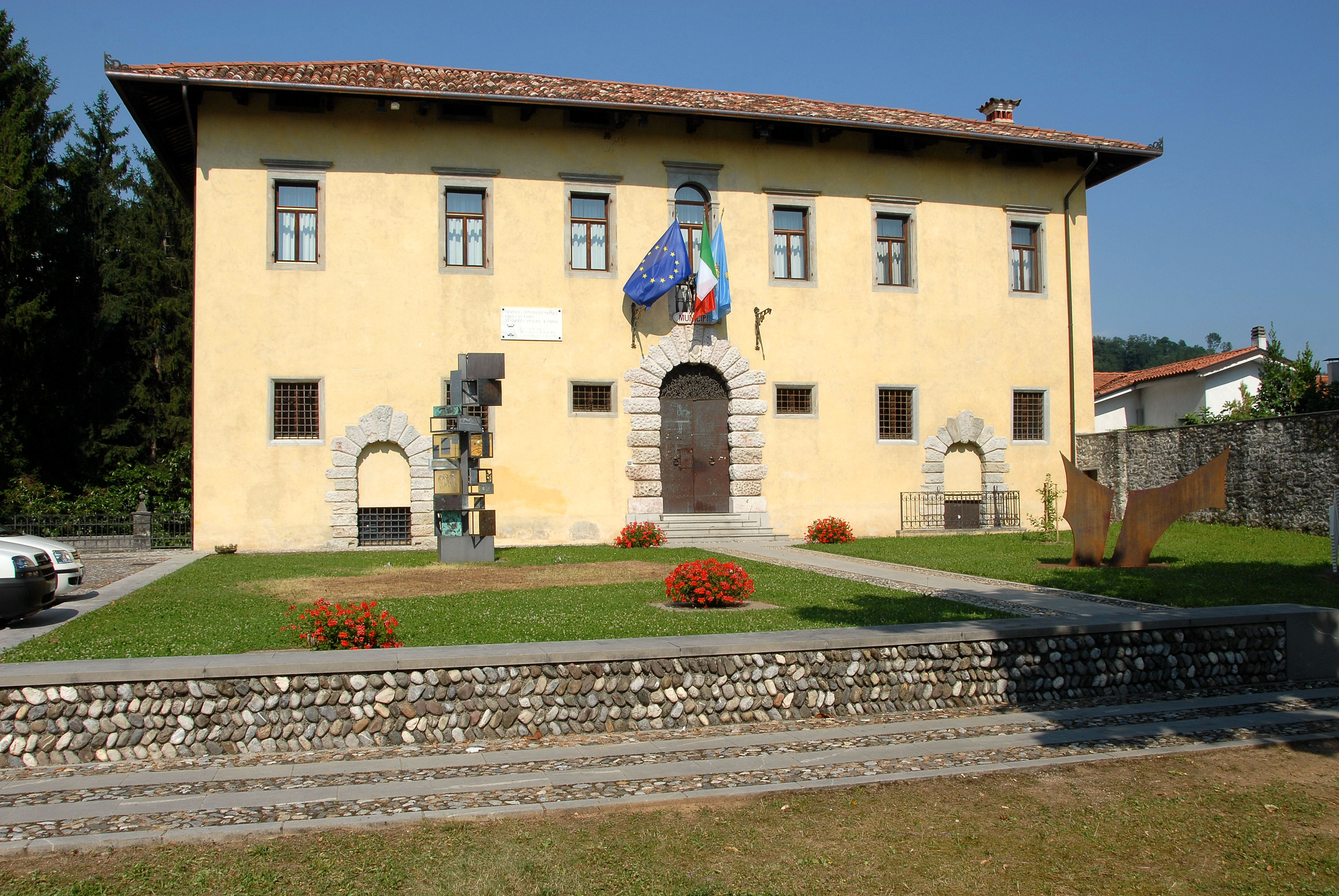
Gemeentehuis
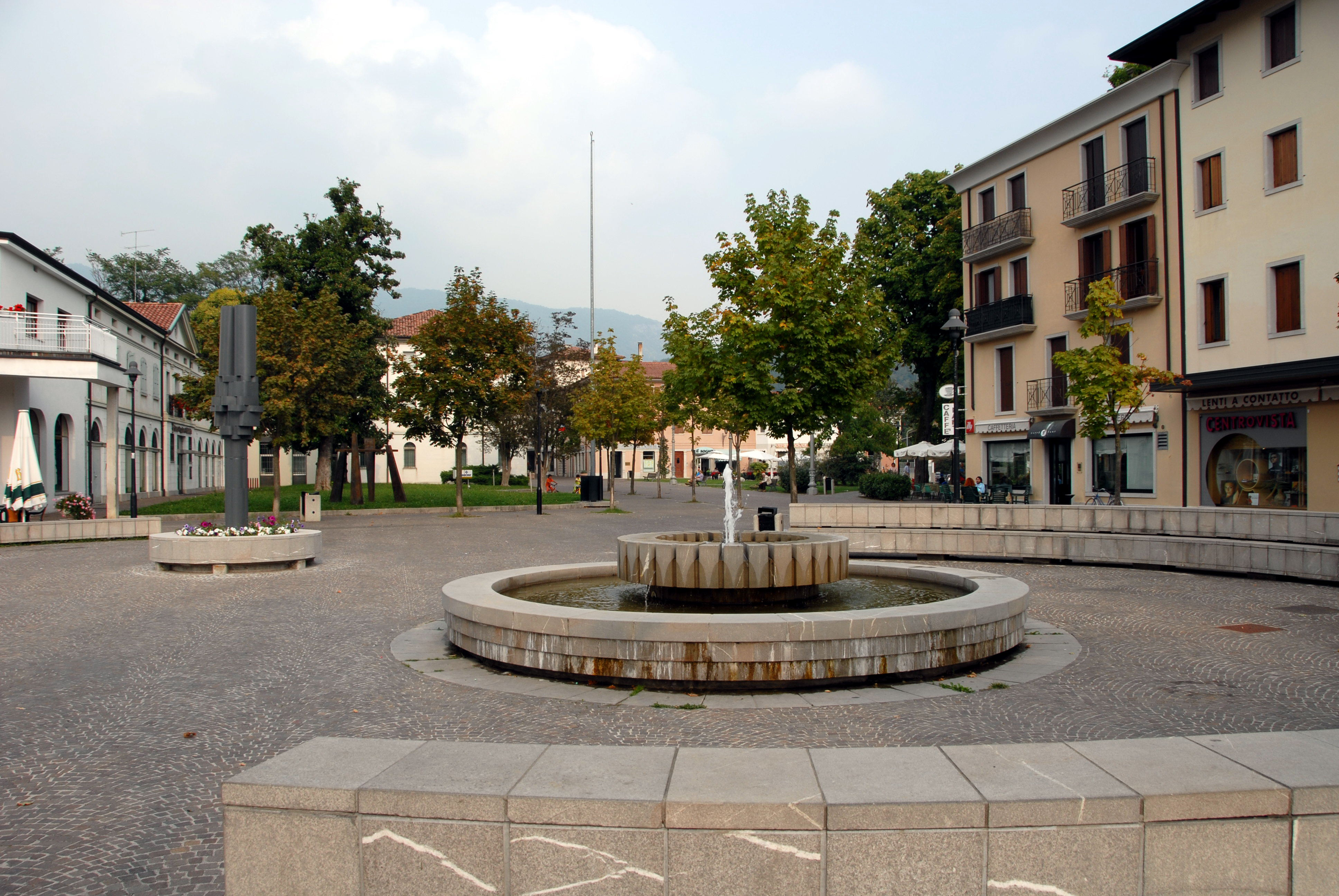
Centrum van Tarcento
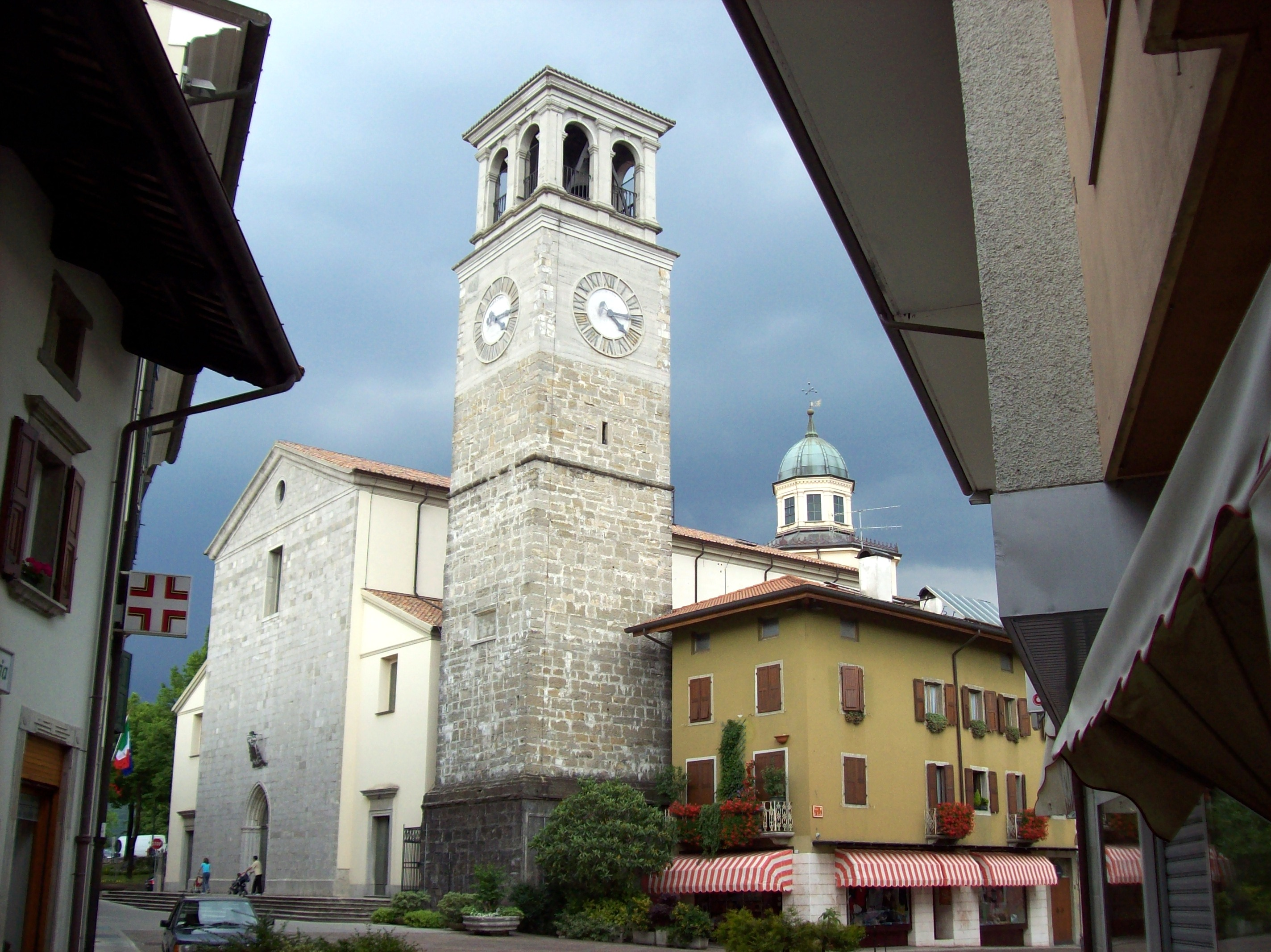
Kerk van San Pietro
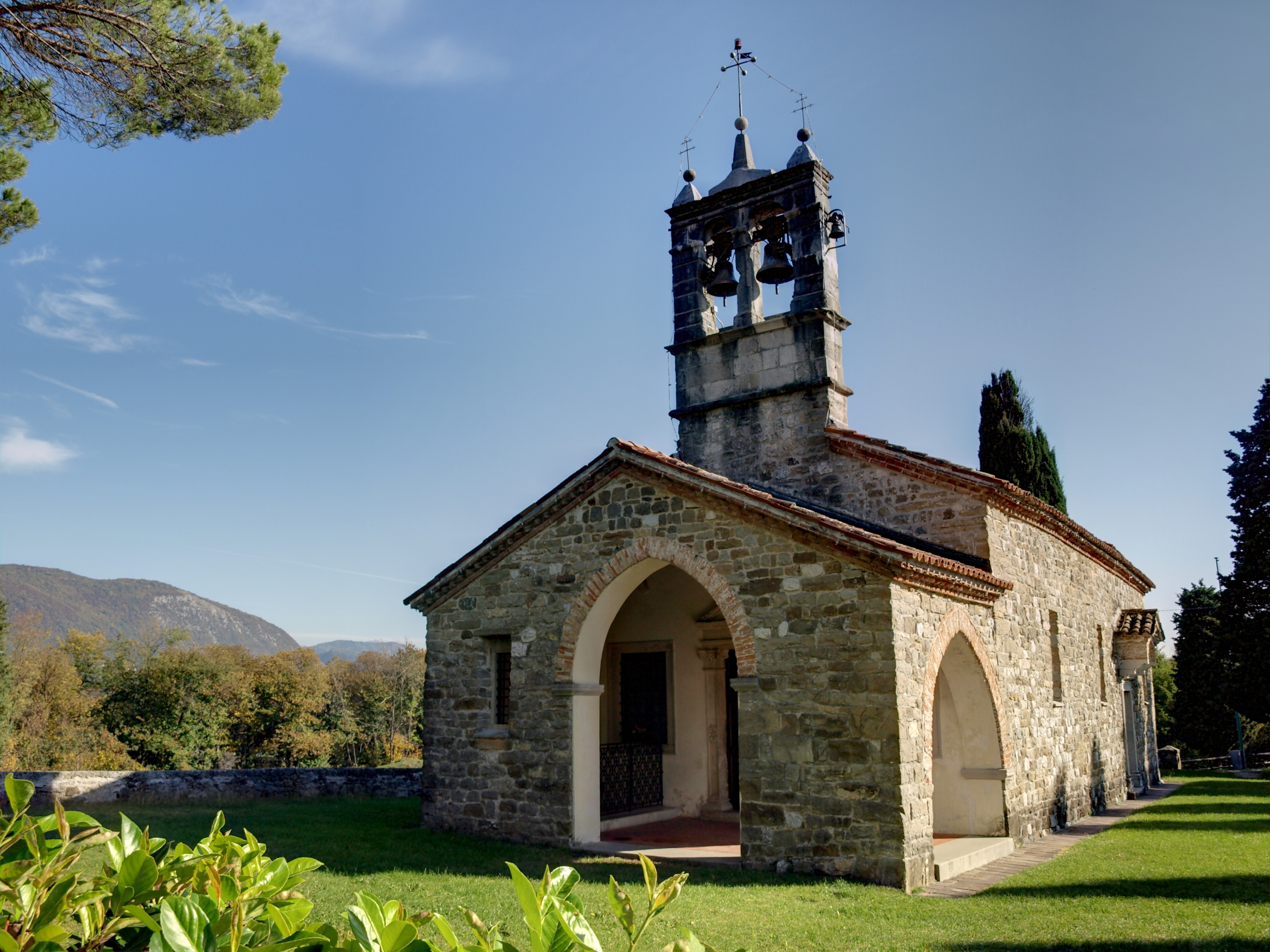
Kerk van Sant'Eufemia

## Demografie
Tarcento telt ongeveer 3814 huishoudens. Het aantal inwoners steeg in de periode 1991-2001 met 3,2% volgens cijfers uit de tienjaarlijkse volkstellingen van ISTAT.
| Jaar | Inwoneraantal |
| ---- | ------------- |
| 1991 | 8442          |
| 2001 | 8716          |

## Geografie
De gemeente ligt op ongeveer 230 m boven zeeniveau.
Tarcento grenst aan de volgende gemeenten: Cassacco, Lusevera, Magnano in Riviera, Montenars, Nimis, Reana del Rojale, Tricesimo.